# لورا جرينهالغ
لورا جرينهالغ (بالإنجليزية: Laura Greenhalgh)‏ هي مجدفة بريطانية، ولدت في 2 سبتمبر 1985 في أكسفورد في المملكة المتحدة.

## وصلات خارجية
- لورا جرينهالغ على موقع الاتحاد الدولي للتجديف (الإنجليزية)